# Cambridge (Nieuw-Zeeland)
Cambridge is een kleine stad in de regio Waikato op het noordereiland van Nieuw-Zeeland aan de oevers van de Waikatorivier. De stad staat bekend als "The Town of Trees and Champions". Cambridge had in 2001 13,890 inwoners en is de grootste plaats in het Waipa District.
Cambridge is vooral bekend om de Engelse volbloedpaardenstallen, waar veel kampioenspaarden vandaan komen. De ruiter, en tweevoudig olympisch goudenmedaillewinnaar, Mark Todd (1956) is geboren in Cambridge. Andere olympische en wereldkampioenen uit Cambridge zijn:
- Robert Waddell - roeien
- Georgina Evers-Swindell en Caroline Evers-Swindell - roeien
- Sarah Ulmer - wielrennen

De hardrockband The Datsuns komt eveneens uit Cambridge.

## Stedenband
- Le Quesnoy in Frankrijk